# St.-Matthias-Kirche (Sondershausen)

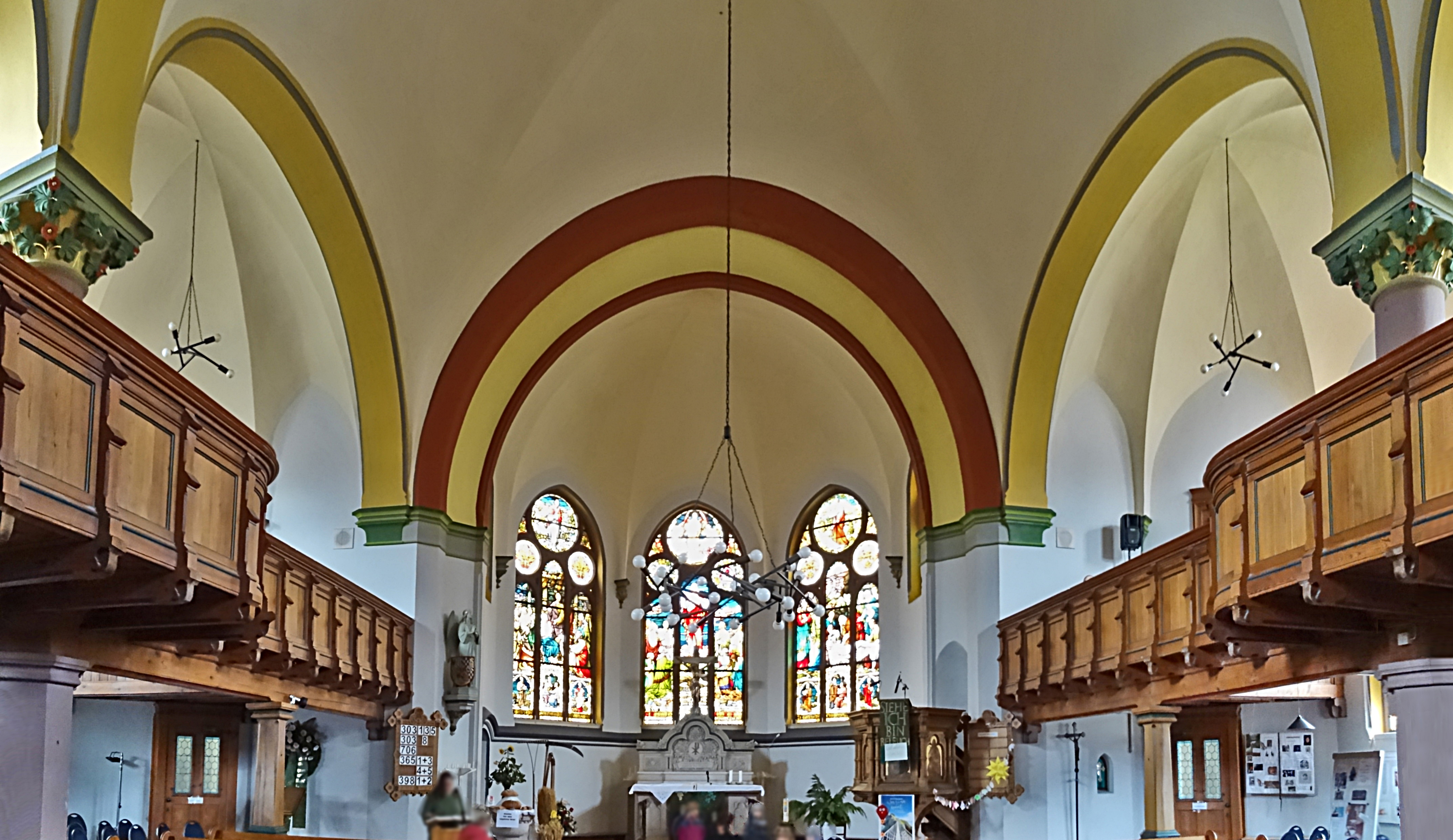
Innenansicht

Die St.-Matthias-Kirche in Sondershausen aus dem Jahre 1905 gilt mit ihrem historistischen bzw. neogotischen Aussehen als eine der schönsten Kirchenbauten der Region. Sie ist ein evangelisch-lutherisches Gotteshaus und wurde dem Apostel Matthias gewidmet.

## Lage
Die St.-Matthias-Kirche steht in Stockhausen, einem Ortsteil von Sondershausen, der sich westlich vom Zentrum der Stadt befindet. Das Gotteshaus ist am einstigen Dorfanger gelegen, in dessen unmittelbarer Nachbarschaft das Pfarrhaus, ein Schulgebäude und ein Kindergarten sind.

## Geschichte
Im Jahr 1894 kam Carl Moeller als erster Pfarrer nach Stockhausen, nachdem sich der Ort vom Pfarramt Jechaburg gelöst hatte. Damit begannen immense Bautätigkeiten innerhalb kürzester Zeit in seinem Auftrag: 1898 wurde das Pfarrhaus errichtet, 1900 das große Schulgebäude und 1901 eine Diakonissenstation.
Das Kirchengebäude stammt aus dem Jahre 1905 und wurde ebenso vom Pfarrer Moeller in Auftrag gegeben, da der Vorgängerbau, eine kleine Kirche aus dem Jahre 1442, baufällig und zu klein für die wachsende Gemeinde wurde.
Der Architekt Theodor Quentin (1851–1905) aus Pirna entwarf diesen neugotischen Bau, dessen Fertigstellung er jedoch nicht mehr erlebte. Am 23. Juli 1905 wurde schließlich der Bau am Tag des 25-jährigen Regierungsjubiläums des Fürsten Karl Günther von Schwarzburg-Sondershausen eingeweiht, an dessen Weihegottesdienst der Fürst selbst beiwohnte.

## Architektur
Die Kirche besteht aus Kalkstein und rotem Sandstein aus der Region. Das Innere beeindruckt mit seiner relativen Schlichtheit. Das bemalte Kreuzgratgewölbe, welches aus Drahtziehwerk und -putz besteht, wird von zwei massiven Pfeilern und den starken Außenmauern getragen, die auf einem 70 cm mächtigen Betonfundament stehen. Im Kirchenschiff finden sich an Kapitellen und Gestühl Blumen- und Blattornamente. Gegenüber der hölzernen Kanzel steht eine Engelsfigur mit schwarzburgischem Wappenschild zum Gedenken an das Fürstenjubiläum. Im Altarraum sorgen drei bleiverglaste Spitzbogenfenster mit Szenen aus dem Neuen Testament für ausreichend Licht und darüber hinaus erscheinen sie dem Betrachter als Bilder eines großen dreiflügeligen Altars.
Bemerkenswert ist ferner, dass Theodor Quentin wenige Jahre zuvor in Hörnitz (Oberlausitz) einen Kirchbau schuf, der als architektonische Vorlage der St.-Matthias-Kirche anzusehen ist. Neben den frappierenden Ähnlichkeiten (das Portal, die Proportionen des Baus, die Brüstung des Balkons unterhalb der Glockenstube ...) fallen auch Unterschiede ins Auge. Der deutlichste ist die Verwendung regionalen Baumaterials sowie gestalterisch die große Fensterrosette zwischen Portal und Balkon. Manch anderer Unterschied, wie etwa die weniger spitzen Dächer über den Nebeneingängen links und rechts des Hauptportals in Hörnitz, erweisen sich bei Betrachtung der Hörnitzer Kirchbaugeschichte als nachträgliche Veränderung dort.

## Ausstattung

### Orgel

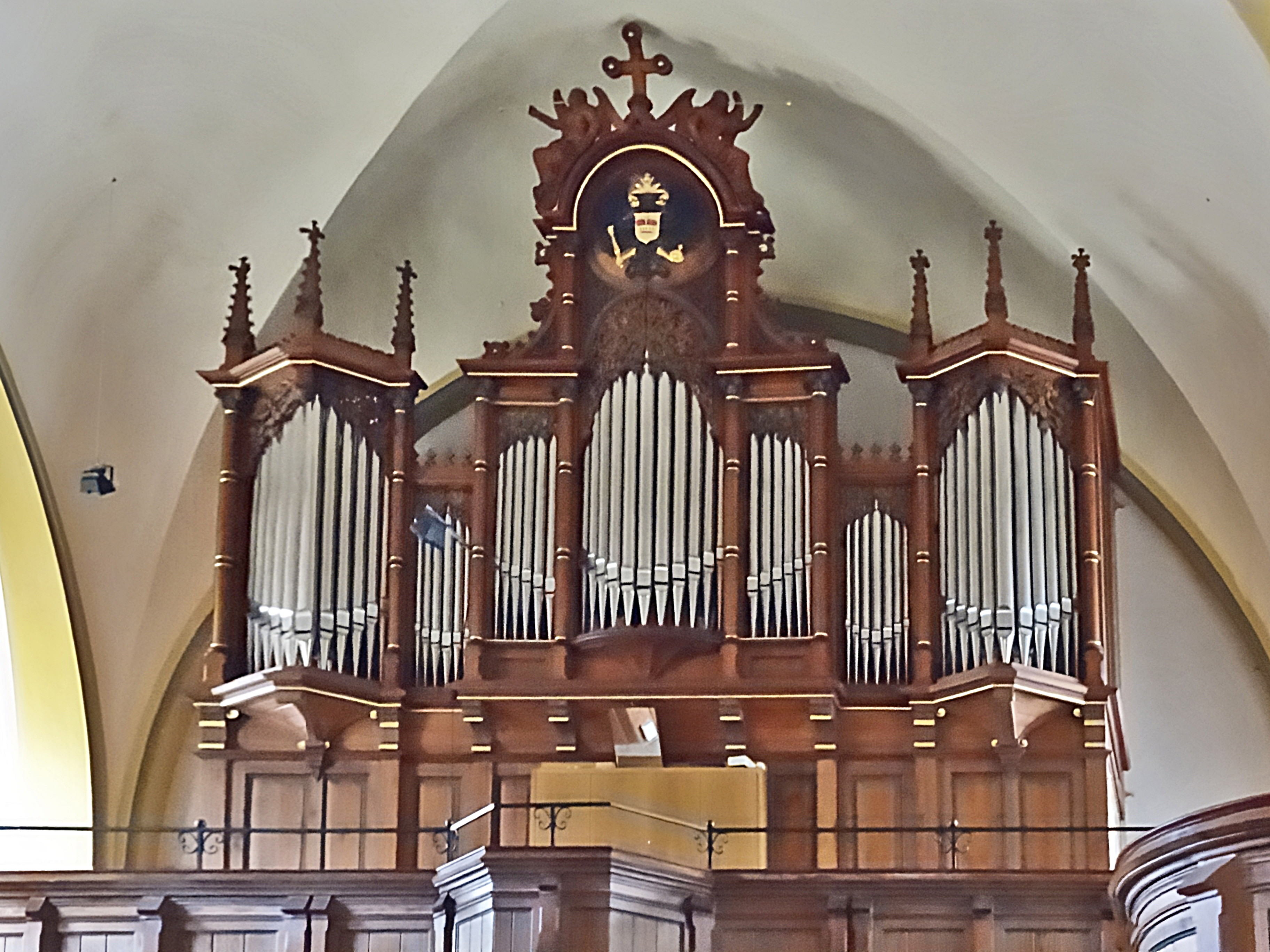
Böhm-Orgel von 1991

Die erste Orgel der 1904/05 erbauten St. Matthias-Kirche in Stockhausen wurde durch Reinhold und Adolph Strobel aus Frankenhausen am Kyffhäuser (seit 1927 Bad Frankenhausen) in einem Gehäuse der Firma Nothnagel/Stadtilm erbaut (II+P, 18 Reg.). Das pneumatische Instrument war seitenspielig (Spieltisch auf der Nordseite der Orgel).
1991 erfolgte der Einbau eines neuen, vollmechanischen Werkes (II/P, 25 Reg.) im originalen, neugotischen Gehäuse durch die Firma Böhm aus Gotha.
2015 erfolgte eine Ausreinigung und Generalüberholung durch die Firma Orgelbau Kutter, in deren Zuge einige Optimierungen wie Neubau von Oberrastern für die Becher der Mittellage der Trompete im Hauptwerk sowie Auflagen für gekröpfte Becher der Posaune im Pedal vorgenommen wurden. Die Disposition lautet wie folgt:
| I Hauptwerk C–g3 |       |
| Pommer           | 16′   |
| Principal        | 8′    |
| Octave           | 4′    |
| Dolcflöte        | 4′    |
| Nasat            | 2 ⁄3′ |
| Waldflöte        | 2′    |
| Larigot II       | 2′    |
| Mixtur IV-V      | 1 ⁄3′ |
| Trompete         | 8′    |
| Tremulant        |       |

| II Oberwerk C–g3 |    |
| Gedackt          | 8′ |
| Spitzflöte       | 8′ |
| Principal        | 4′ |
| Rohrflöte        | 4′ |
| Octave           | 2′ |
| Sifflöte         | 1' |
| Sesquialtera II  |    |
| Scharff IV       | 1′ |
| Cromone          | 8′ |
| Tremulant        |    |

| Pedal C–f1   |     |
| Subbaß       | 16′ |
| Principalbaß | 8′  |
| Gedacktbaß   | 8′  |
| Weitoctave   | 4′  |
| Hintersatz   | 2′  |
| Posaune      | 16′ |

- Koppeln: II/I, I/P, II/P

Anmerkungen
1. 1 2  Handschieber für Frequenz

### Kirchendetails

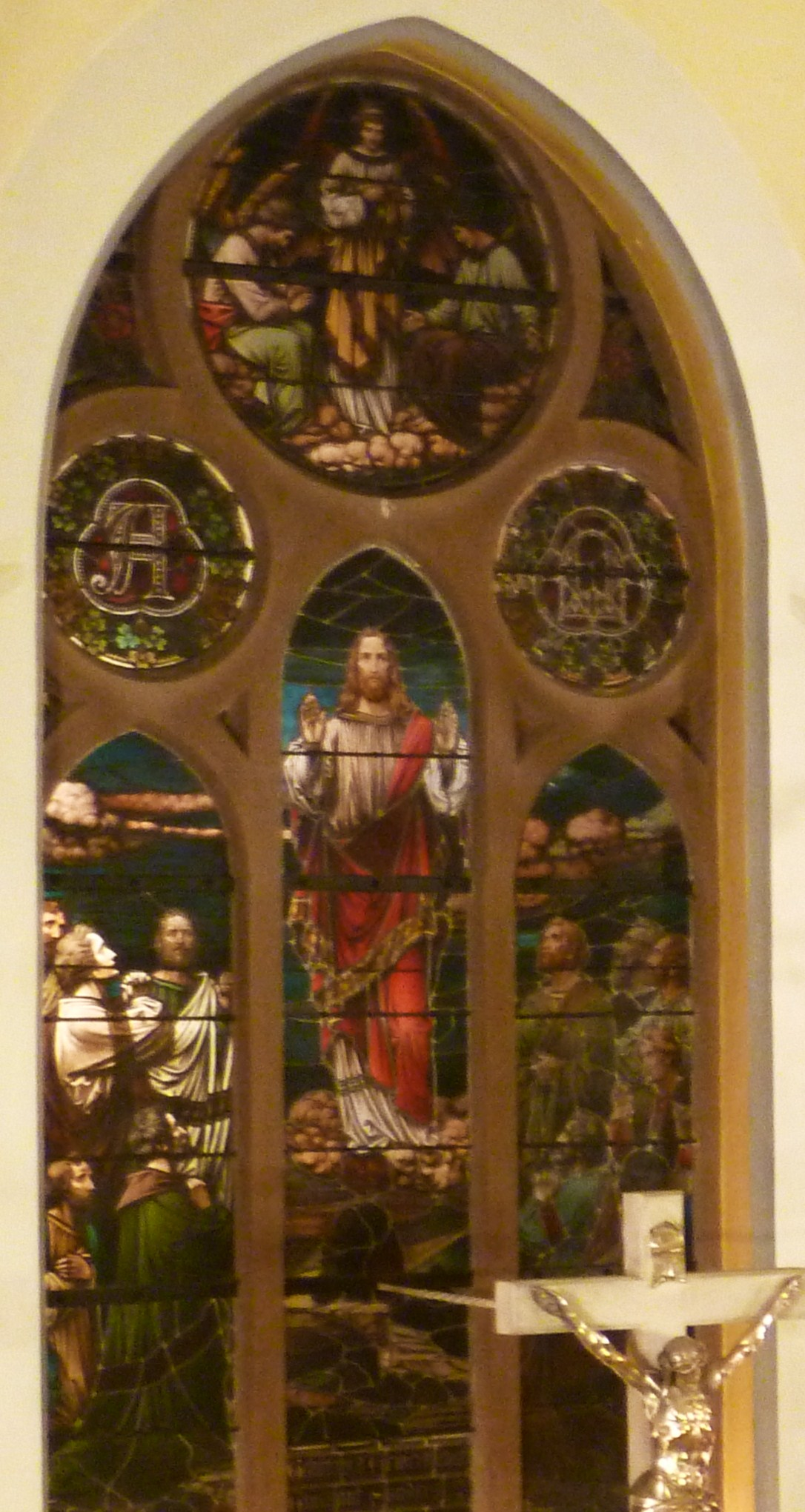
Kirchenfenster
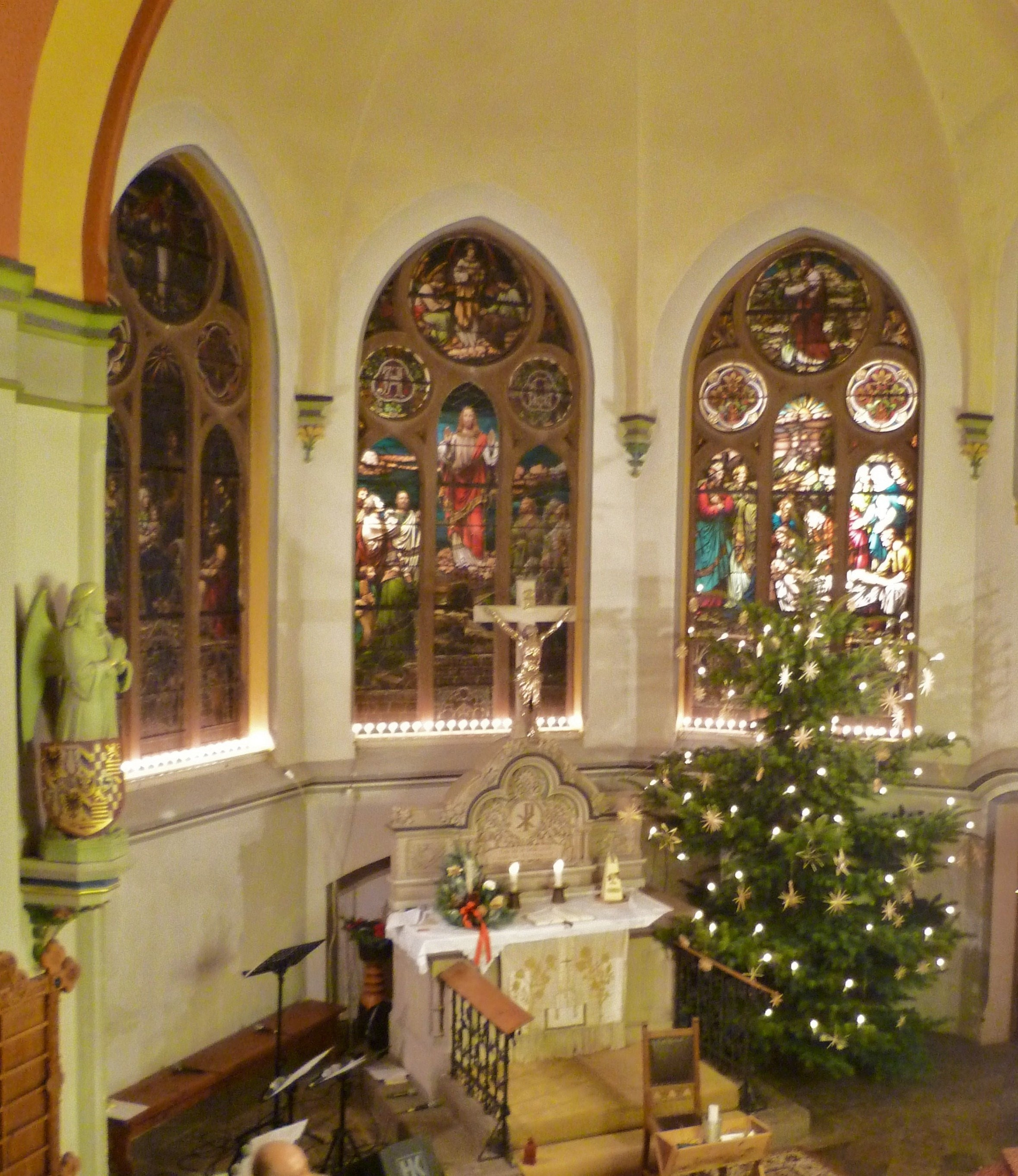
Chorraum und Altar, Weihnachten 2010
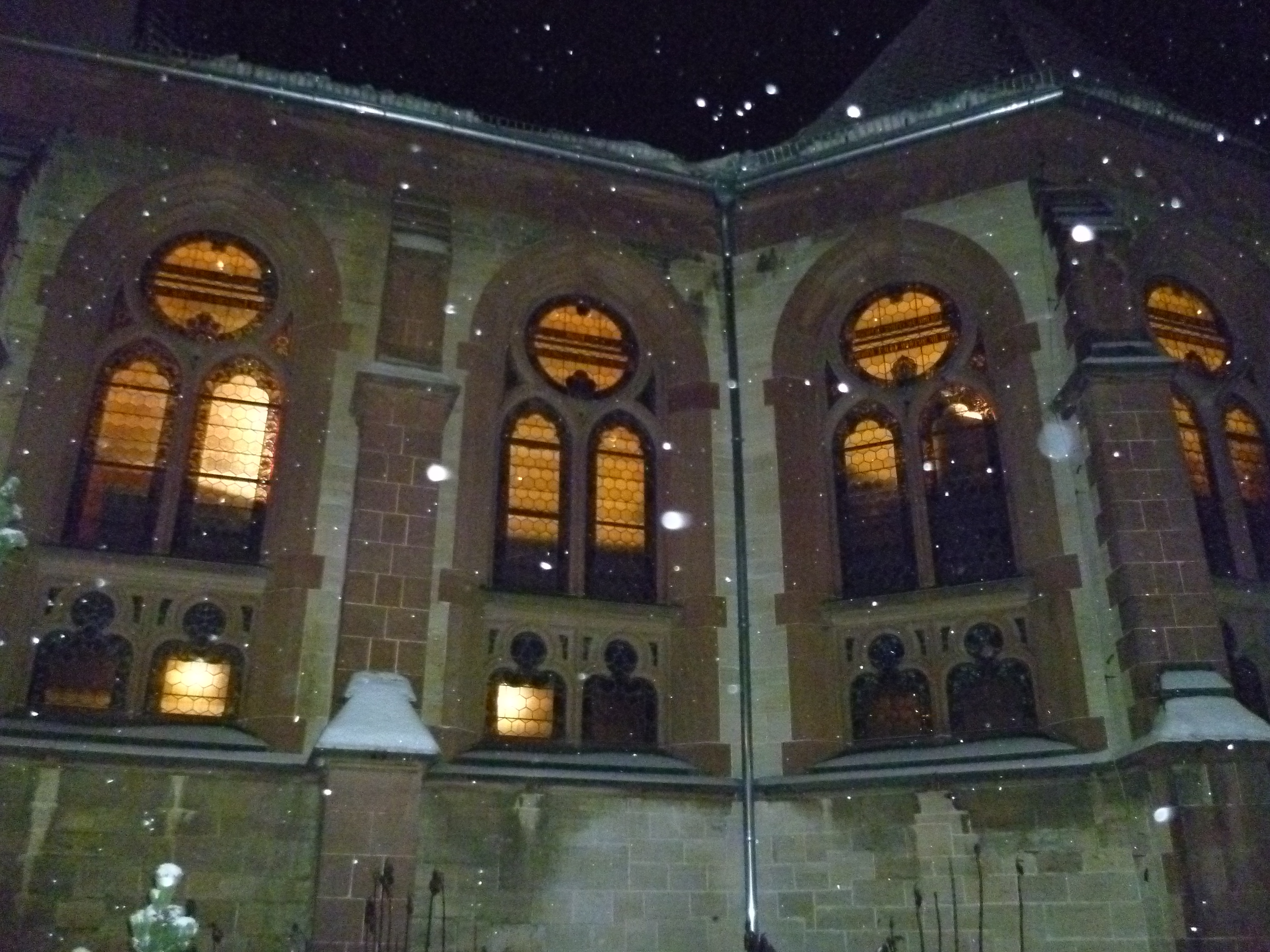
Fassadendetail

## Pfarrer von Stockhausen (unvollständig)
| Nr. | Name              | Amtszeit        | Herkunftsort  | Lebensdaten | Bemerkung |
| --- | ----------------- | --------------- | ------------- | ----------- | --------- |
| 1   | Carl Moeller      | 1894–1920       | Sondershausen | 1867–1920   |           |
| 2   | Karl Güldenapfel  | 1921–1927       | Vieselbach    | 1859–1944   |           |
|     | Heine             |                 |               |             |           |
|     | Jürgen Hauskeller | 1975–2001       |               |             |           |
|     | Alfons Dietrich   | ab 2001         |               |             |           |
|     | Hartwig Kiesow    | 2003–2004       |               |             |           |
|     | Jürgen Loohß      | bis 2011        |               |             |           |
|     | Benjamin Neubert  | ab 1. Nov. 2011 | Weimar        | geb. 1968   |           |